# Trilogia

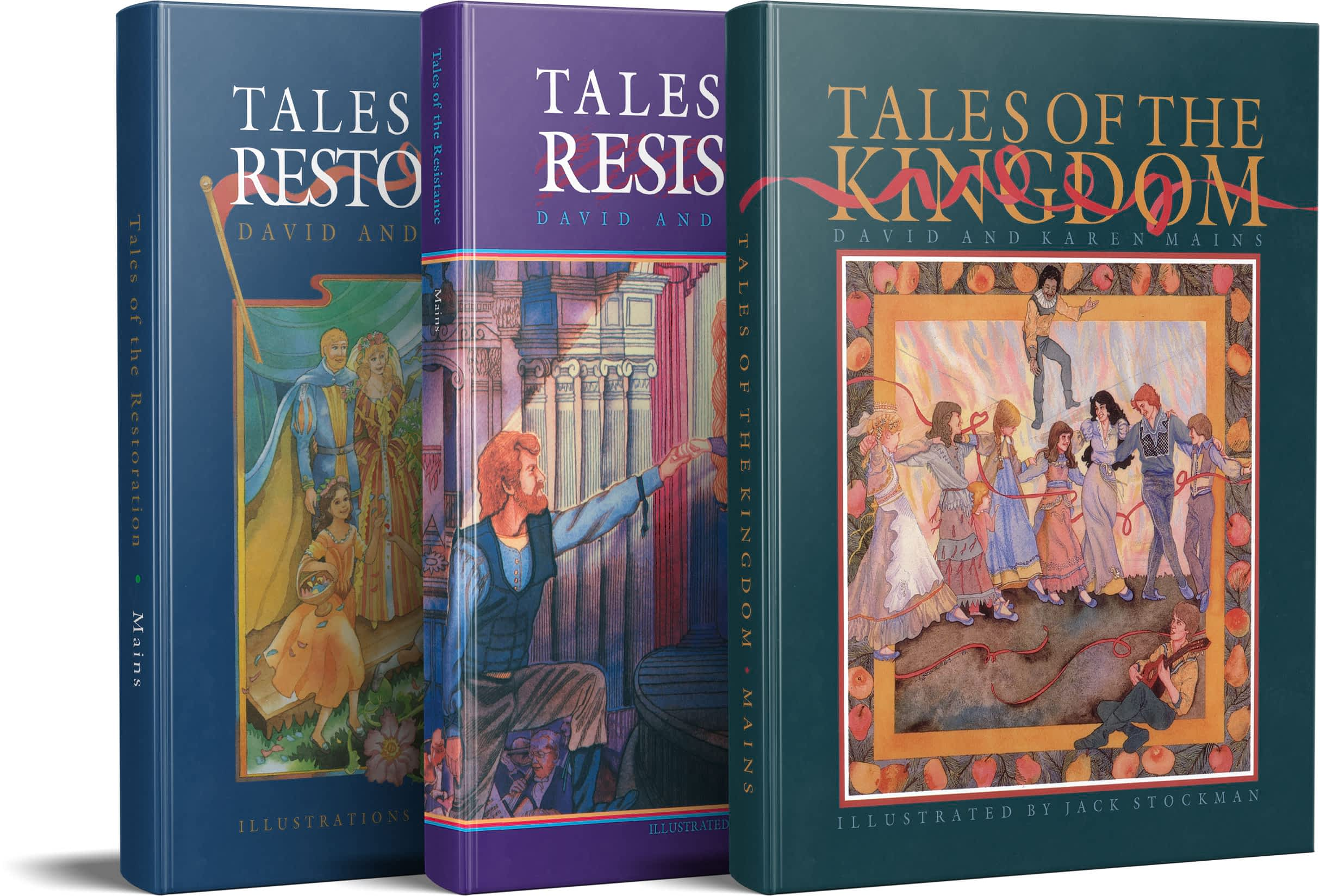
Edição clássica da trilogia Tale of the Kingdon (1983).

Trilogia é o conjunto de três trabalhos artísticos, geralmente em literatura ou cinema, que estão conectados, mas que podem ser vistos tanto como trabalho único quanto como obras individuais. O termo também pode ser empregado em produções científicas. Trilogia difere de tríptico, que designa três pinturas relacionadas ou conectadas entre si, e que são criadas de uma só vez para serem admiradas como uma obra única. Além disso, na antiga Grécia, a trilogia era um poema dramático composto de três tragédias que deviam ser representadas conjuntamente.
Muitas trilogias são obras de ficção que envolvem os mesmos personagens e/ou cenários, como ocorre nas trilogias de filmes The Godfather, de Francis Ford Coppola; Back to the Future, de Robert Zemeckis; Jurassic Park, de Steven Spielberg; Matrix, das irmãs Wachowski; O Senhor dos Anéis, de Peter Jackson; e Star Wars, de George Lucas, sendo, neste caso, três trilogias.
No cinema, a trilogia que mais ganhou prêmios foi a de O Senhor dos Anéis, dirigida por Peter Jackson com 17 prêmios do Oscar. Nas telenovelas, há a Trilogia das Marias, interpretadas por Thalia, que envolve as telenovelas María Mercedes, Marimar, e Maria do Bairro. Há também trilogias de livros como A Fundação de Isaac Asimov, Jogos Vorazes, de Suzanne Collins, The Kane Chronicles, de Rick Riordan. Outras trilogias são conectadas apenas pelo tema, como ocorre na trilogia de livros indianistas de José de Alencar, formada pelos romances Iracema, O guarani e Ubirajara.